# Faiza Al-Kharafi
Pour les articles homonymes, voir Al-Kharafi.
Faiza Al-Kharafi, née en 1946, est une chimiste et universitaire koweïtienne. 

## Biographie
Faiza Al-Kharafi est née en 1946 dans une famille aisée. Après des études secondaires à l'al Merkab High School, elle obtenu un bachelor of science à l'université Ain Shams en 1967. Elle a ensuite obtenu un master en 1972 puis un doctorat en 1975. Elle a travaillé au département de chimie de l'université du Koweït de 1975 à 1981. En 1984, elle devient présidente de ce département. De 1986 à 1989, elle est doyenne de la faculté de sciences. Le 5 juillet 1993, Jaber al-Ahmad al-Sabah la nomme rectrice de l'université et elle devient la première femme du Moyen-Orient à diriger une université. Elle est restée directrice jusque 2002.
Ses recherches portent sur l'impact des corrosions sur les systèmes de refroidissement des moteurs, sur les unités de distillation du pétrole et sur les saumures géothermiques à haute température. Elle a également étudié les comportements électrochimiques de l'aluminium, du cuivre, du platine, du niobium, du vanadium, du cadmium, du laiton, du cobalt et de l'acier à faible teneur en carbone. L'équipe de recherche de Faiza Al-Kharafi a découvert une nouvelle classe de catalyseurs à base de molybdène, un élément chimique permettant d'améliorer l'indice d'octane de l'essence sans produire de benzène. Elle a rejoint le conseil d'administration de l'Université des Nations unies en 1998 et également celui de la Fondation du Koweït pour l'avancement des sciences.

## Récompenses et honneurs
- 2005: Elle a fait partie des 100 femmes les plus puissantes du monde selon le magazine Forbes[3]
- 2006: Prix du Koweït en sciences appliquées
- 2011: Prix L'Oréal-Unesco pour les femmes et la science pour ses travaux sur la corrosion, un problème d’une importance fondamentale pour le traitement de l’eau et pour l’industrie pétrolière[4],[5].

## Sélection de publications
- (en) Faiza Al-Kharafi, Al Saratan Aw Al Khelyat Al Moutamarida [« Cancer or Rebellious Cells »], 1983
- (en) Faiza Al-Kharafi, Al Hareb Al Kimaeya [« Chemical War »], 1986
- (en) Aboubakr M. Abdullah, Al-Kharafi, Faiza M. et Ateya, Badr G., « Intergranular corrosion of copper in the presence of benzotriazole », Scripta Materialia, vol. 54, no 9,‎ mai 2006, p. 1673–1677 (DOI 10.1016/j.scriptamat.2006.01.014)
- (en) Saad Makhseed, Al-Kharafi, Faiza, Samuel, Jacob et Ateya, Badr, « Catalytic oxidation of sulphide ions using a novel microporous cobalt phthalocyanine network polymer in aqueous solution », Catalysis Communications, vol. 10, no 9,‎ 25 avril 2009, p. 1284–1287 (DOI 10.1016/j.catcom.2009.01.034, lire en ligne)